# 우지역 (게이한 전기 철도)
우지역(일본어: 宇治駅)은 일본 교토부 우지시에 위치한 게이한 전기 철도 우지 선의 철도역이다. 이 노선의 종점역이며 역 번호는 KH 77, 섬식 승강장 1면 2선의 구조를 갖춘 지상역이다.

## 타는 곳
| 1 · 2 | ■ 우지 선 | 히라카타시 · 요도야바시 · 나카노시마 선 · 데마치야나기 방면 |

## 이용 현황
| 연도   | 하차 인원 | 1일 평균 승차 인원 |
| ------ | --------- | ------------------ |
| 2001년 | 6,461     | 3,408              |
| 2002년 | 5,507     | 2,879              |
| 2003년 | 5,526     | 2,995              |
| 2004년 | 5,902     | 3,063              |
| 2005년 | 5,529     | 2,841              |
| 2006년 | 5,299     | 2,830              |
| 2007년 | 6,061     | 2,809              |
| 2008년 | 5,816     | 3,022              |
| 2009년 | 5,353     | 2,797              |
| 2010년 |           | 2,989              |
| 2011년 |           | 2,773              |
| 2012년 |           | 2,696              |
| 2013년 |           | 2,838              |
| 2014년 |           | 3,578              |
| 2015년 |           | 3,320              |

## 역 주변
- 우지가미 신사
- 우지 공민관

## 인접 역
| 게이한 전기 철도 우지 선     | 게이한 전기 철도 우지 선 | 게이한 전기 철도 우지 선 |
| ---------------------------- | ------------------------ | ------------------------ |
| KH 76 미무로도 주쇼지마 방면 | ■ 우지 선                | 시·종착역                |